# Ropalopus macropus
Ropalopus macropus је врста инсекта из реда тврдокрилаца (Coleoptera) и породице стрижибуба. Сврстана је у потпородицу Cerambycinae.

## Распрострањеност
Врста је распрострањена на подручју југоисточне и централне Европе, Кавказа и Блиског истока. У Србији је релативно честа врста.

## Опис
Глава и пронотум су браон боје. Покрилца су металнозелене до бронзане, глатке, и у апикалне три четвртине мрежасто наборане. Ноге и антене су тамнобраон боје. Антене су средње дужине а чланци су без трнова. Дужина тела је од 7 до 14 mm.

## Биологија
Животни циклус траје око две године. Ларве се развијају у мртвим гранчицама. Адулти су активни од априла до августа и срећу се на биљци домаћину. Као домаћини јављају се најчешће различите врсте четинара, а понекад и листопадног дрвећа (бор, јела, смрча, ариш, храст, буква, јавор).

## Статус заштите
Ropalopus macropus се налази на Европској црвеној листи сапроксилних тврдокрилаца.

## Синоними
- Callidium macropus Germar, 1824
- Rhopalopus macropus (Germar, 1824)
- ?Ropalopus caucasicus Desbrochers, 1873
- Aeschyntelus maculatus (Fieber, 1836)